# Parallelia conjuncturana
Parallelia conjuncturana är en fjärilsart som beskrevs av Embrik Strand 1918. Parallelia conjuncturana ingår i släktet Parallelia och familjen nattflyn. Inga underarter finns listade i Catalogue of Life.